# (74213) 1998 RD67
(74213) 1998 RD67 – planetoida z pasa głównego asteroid okrążająca Słońce w ciągu 3,68 lat w średniej odległości 2,38 j.a. Odkryta 14 września 1998 roku.